# Vérkhnieie Babalàrovo
Vérkhnieie Babalàrovo (en rus: Верхнее Бабаларово) és un poble de Baixkíria, a Rússia, que en el cens del 2010 tenia 137 habitants. Pertany al districte de Iermolàievo.